# Aoristus
De aoristus of aorist (Grieks: ἀόριστος, "onbepaald, vaag") is een tempus dat voorkomt in verschillende talen, zoals het Oudgrieks, het Sanskriet, het Oudkerkslavisch en in nog levende talen als het Georgisch en het Litouws. In het Nederlands is er geen formeel equivalent van de aoristus, maar wel zijn er werkwoordsvormen die dezelfde betekenis kunnen uitdrukken. In het Latijn wordt dezelfde betekenis uitgedrukt door het perfectum.
In het Oudgrieks geeft de aoristus een perfectief aspect aan. De gebeurtenissen die door het werkwoord worden beschreven zijn reeds beëindigd en worden medegedeeld of verteld. In de indicativus heeft de aoristus een augment waardoor deze ook een verleden tijd aangeeft. In de andere wijzen geeft de aoristus geen tijd aan, zoals in de gebiedende wijs "Κύριε ἐλέησον", Kyrie eleison: Heer, ontferm U. De aoristus geeft een afgesloten handeling aan, in tegenstelling tot het imperfectum.
Er zijn verschillende vormen van aoristi, alle met dezelfde semantische waarde (betekenis):
- Sigmatische aoristus
- Pseudosigmatische aoristus/ aoristus van verba liquida
- Thematische aoristus/ asigmatische aoristus
- Stamaoristus/ athematische aoristus
- Aoristus passivus met θ/ thetatische aoristus
- Aoristus passivus zonder θ/ athetatische aoristus
- Aoristus mixtus

## Oudgriekse aorist
Het Oudgrieks onderscheidt vier aspectstammen: praesens, aoristus, perfectum en futurum. De aoriststam wijst op een perfectief aspect, dat wil zeggen dat het werkwoord in de aorist enkel een handeling of gebeurtenis op zich weergeeft zonder de duur of voltooidheid daarvan aan te duiden. Omdat het Grieks enkel tijd aangeeft in de indicatief, hebben de overige wijzen (conjunctief, optatief, imperatief, infinitief, participium) geen nuance van de verleden tijd; dat gebeurt enkel in de indicatief, meestal gemarkeerd met het augment ἐ- (het augment is vaak nog afwezig bij Homerus).
Binnen de aorist worden de drie diathetische vormen van het Oudgrieks (actief, passief, medium) in twee gegroepeerd op basis van stam: het actief en medium worden met dezelfde stam gebouwd terwijl het passief een aparte stam krijgt.

### Actief-mediale aorist
Niet alle werkwoorden bouwen hun actief-mediale aorist op dezelfde manier. Daarbij wordt in de grammatica een onderscheid gemaakt tussen werkwoorden die een -σ- toevoegen (de sigmatische of zwakke aorist) en werkwoorden die dat niet doen (de asigmatische of sterke aorist). Sommige werkwoorden hebben echter beide aoristen, die drukken dan een lichtelijk andere betekenis uit. Zie het voorbeeld ἵστημι "ik zet recht":
- Sigmatisch: ἔστησα "ik zette iets recht, ik deed iets rechtstaan" (transitief)

- Asigmatisch: ἔστην "ik stond recht" (intransitief)

#### Eerste aoristus (sigmatisch)
In het Oudgrieks is de sigmatische aorist productief, waardoor die voorkomt bij de meeste werkwoorden en zelfs asigmatische werkwoorden een bijkomend sigmatische vervoeging krijgen. In latere stadia van het Oudgrieks vermengden de vervoegingen van de eerste aorist met het imperfectum en de perfectum, waardoor de aoristus mixtus als mengvorm voor de verleden tijd ontstond.
De sigmatische aoriststam wordt gevormd door de verbaalstam (niet de praesensstam) gevolgd door -σ-; meestal volgt daar nog een -α- op.
| Aoristus Actief |                                               | Aoristus Medium       |                                                             |
| --------------- | --------------------------------------------- | --------------------- | ----------------------------------------------------------- |
| ἔ-λυ-σα         | ik maakte los / ik heb losgemaakt             | ἐ-λυ-σά-μην           | ik maakte mezelf los / ik heb mezelf losgemaakt             |
| ἔ-λυ-σα-ς       | jij maakte los / jij hebt losgemaakt          | *ἐ-λύ-σα-σο > ἐ-λύ-σω | jij maakte jezelf los / jij hebt jezelf losgemaakt          |
| ἔ-λυ-σε(ν)      | hij maakte los / hij heeft losgemaakt         | ἐ-λύ-σα-το            | hij maakte zichzelf los / hij heeft zichzelf losgemaakt     |
| ἐ-λύ-σα-μεν     | wij maakten los / wij hebben losgemaakt       | ἐ-λυ-σά-μεθα          | wij maakten onszelf los / wij hebben ons losgemaakt         |
| ἐ-λύ-σα-τε      | jullie maakten los / jullie hebben losgemaakt | ἐ-λύ-σα-σθε           | jullie maakten jezelf los / jullie hebben jezelf losgemaakt |
| ἔ-λυ-σα-ν       | zij maakten los / zij hebben losgemaakt       | ἐ-λύ-σα-ντο           | zij maakten zichzelf los / zij hebben zichzelf losgemaakt   |

Bij de verba liquida (werkwoorden met een verbaalstam eindigend op μ, ν, λ of ρ) komt de sigma echter weg te vallen waardoor de stamklinker verlengt
- φαίνω (verbaalstam φαν-) → ἔ-φην-α

#### Tweede aoristus (asigmatisch)
De thematische aoristus heeft weer een andere verbuiging. In de indicativus heeft deze de uitgangen van het imperfectum. In andere wijzen zijn er de uitgangen van het praesens. De aoristus van deze groep werkwoorden is te onderscheiden van het praesens door het verschil in de stam.
| Aoristus Actief |                                      | Aoristus Medium |                                                              |
| --------------- | ------------------------------------ | --------------- | ------------------------------------------------------------ |
| ἔ-λαβ-ο-ν       | ik nam / ik heb genomen              | ἐ-λαβ-ό-μην     | ik nam voor mezelf / ik heb voor mezelf genomen              |
| ἔ-λαβ-ε-ς       | jij nam / jij hebt genomen           | ἐ-λάβ-ου        | jij nam voor jezelf / jij hebt voor jezelf genomen           |
| ἔ-λαβ-ε(ν)      | hij nam / hij heeft genomen          | ἐ-λάβ-ε-το      | hij nam voor zichzelf / hij heeft voor zichzelf genomen      |
| ἐ-λάβ-ο-μεν     | wij namen / wij hebben genomen       | ἐ-λαβ-ό-μεθα    | wij namen voor onszelf / wij hebben voor onszelf genomen     |
| ἐ-λάβ-ε-τε      | jullie namen / jullie hebben genomen | ἐ-λάβ-ε-σθε     | jullie namen voor jezelf / jullie hebben voor jezelf genomen |
| ἔ-λαβ-ο-ν       | zij namen / zij hebben genomen       | ἐ-λάβ-ο-ντο     | zij namen voor zichzelf / zij hebben voor zichzelf genomen   |

### Passieve aorist
Net zoals bij de actief-mediale aorist bouwen niet alle werkwoorden hun passieve aorist op dezelfde manier op. Hier wordt het onderscheid gemaakt op basis van de aanwezigheid van een -θ-. Meestal is er geen betekenisverschil wanneer werkwoorden beide passieve aoristen gebruiken, maar ἐφάνην "ik verscheen" verschilt wel van ἐφάνθην "ik werd getoond" (beide komen van φαίνω).

#### Thetatische aoristus
Men neemt de verbaalstam van het werkwoord en voegt daar een thèta aan toe gevolgd door de bindklinkers en uitgangen.

#### Athetatische aoristus
Hier wordt eigenlijk de aoristus op dezelfde vorm gemaakt als bij de gewone regel maar dan zonder de thèta.